# 남과 여 (1994년 드라마)
《남과 여》는 1994년 1월 1일하고 1월 2일 양일간 방영된 MBC 신년 특집드라마로, 상처받은 남녀의 만남과 사랑을 그렸다.

## 줄거리
영화사 제작팀에서 일하는 우동범은 영화 〈비명도시〉의 촬영으로 바쁜 가운데, 영화잡지사 기자이며 후배인 심혜봉과 친해진다.
이진희는 의대 생리학 교실에서 사무보조원으로 일한다. 동범은 동생이 결혼하는 바람에 집을 나와야 할 상황에 처하자 방을 구하러 나오고, 역시 진희도 방을 구하러 나섰는데 두 사람은 서로 부닺치면서 알게 된다.
우연히도 한집에 방을 얻게 되면서 사사건건 갈등을 겪는다.
동범은 혜봉과 만나면 열등감에 빠진다.
그 무렵 진희는 자신과 결혼 이야기가 오고가던 사람이 왕소라와 전격 결혼한다고 하자 충격을 받고 삶에 회의마저 느낀다.
그런데다 학교에서는 자신과 김중배의 관계를 왜곡투서한 사건까지 일어나 곤욕을 치른다.

## 등장 인물
- 강남길(우동범)
- 박순애(이진희)
- 염정아(심혜봉)